# Єлка (Словаччина)
Єлка (словац. Jelka) — село в окрузі  Ґаланта Трнавського краю Словаччини. Площа села 32,66 км². Станом на 31 грудня 2015 року в селі проживало 3925 жителів.

## Історія
Перші згадки про село датуються 1237 роком.

## Населення
| Рік:            | 1994. | 2004.   | 2014.   | 2024.   |
| --------------- | ----- | ------- | ------- | ------- |
| Кількість осіб: | 3691  | 3908    | 3910    | 3992    |
| Різниця:        |       | +5,87 % | +0,05 % | +2,09 % |

| Рік:            | 2023. | 2024.   |
| --------------- | ----- | ------- |
| Кількість осіб: | 4010  | 3992    |
| Різниця:        |       | -0,44 % |